# Oh, vita!
| Recensione       | Giudizio |
| ---------------- | -------- |
| All Music Italia |          |
| Rockol           |          |

Oh, vita! è il quattordicesimo album in studio del cantautore italiano Jovanotti, pubblicato il 1º dicembre 2017 dalla Universal Music Group.

## Antefatti e descrizione
Successivamente alla pubblicazione del tredicesimo album in studio Lorenzo 2015 CC. e alla composizione della  colonna sonora del film L'estate addosso di Gabriele Muccino, Jovanotti ha lavorato ad un nuovo progetto discografico con il produttore discografico Rick Rubin.

Il progetto si compone di quattordici tracce, scritte dallo stesso Jovanotti con Davide Petrella, Davide Toffolo, Patrick Simmons e presenta campionamenti di Bill Withers e Lucio Dalla. Jovanotti ha raccontato il processo di composizione e produzione dei brani:

## Tracce
1. Oh, vita! – 3:34 (Lorenzo Cherubini, Lucio Dalla, Pat Simmons)
2. Sbagliato – 4:30 (Lorenzo Cherubini, Riccardo Onori)
3. Chiaro di luna – 3:59 (Lorenzo Cherubini)
4. In Italia – 5:15 (Lorenzo Cherubini, Riccardo Onori)
5. Le canzoni – 4:09 (Lorenzo Cherubini, Christian Rigano, Riccardo Onori, Claudio Pelusio, Alessandro De Pieri)
6. Viva la libertà – 3:41 (Lorenzo Cherubini, Riccardo Onori)
7. Navigare – 3:33 (Lorenzo Cherubini)
8. Ragazzini per strada – 3:13 (Lorenzo Cherubini, Davide Petrella)
9. Quello che intendevi – 4:51 (Lorenzo Cherubini, Riccardo Onori, Bill Withers)
10. Sbam! – 4:20 (Lorenzo Cherubini, Claudio Pelusio, Alessandro De Pieri, Davide Toffolo)
11. Amoremio – 4:28 (Lorenzo Cherubini, Franco Santarnecchi)
12. Paura di niente – 3:44 (Lorenzo Cherubini, Riccardo Onori)
13. Affermativo – 4:10 (Lorenzo Cherubini)
14. Fame – 8:17 (Lorenzo Cherubini, Davide Petrella)

## Formazione
- Jovanotti – voce, chitarra acustica
- Saturnino – basso
- Riccardo Onori – chitarra elettrica, chitarra acustica
- Christian "Noochie" Rigano – tastiera, sintetizzatore, sintetizzatore modulare, clavinet, programmazione
- Franco Santarnecchi – pianoforte, tastiere, organo Hammond
- Leonardo Di Angilla – percussioni
- Jason Lader – basso, chitarra acustica, tastiere, programmazione
- Gianluca Petrella – trombone
- Mirko Rubegni – tromba
- Dimitri Espinoza – sassofono
- Fausto Beccalossi – fisarmonica
- Federico Sconosciuto – violoncello
- Nico Gori – clarinetto
- Carlotta Vettori – flauto traverso
- Tony Allen – batteria (traccia 4)
- Ackeejuice Rockers – programmazione, arrangiamento (traccia 10)

## Classifiche

### Classifiche settimanali
| Classifica (2017) | Posizione massima |
| ----------------- | ----------------- |
| Austria           | 70                |
| Belgio (Vallonia) | 82                |
| Italia            | 1                 |
| Svizzera          | 4                 |

### Classifiche di fine anno
| Classifica (2017) | Posizione |
| ----------------- | --------- |
| Italia            | 7         |
| Classifica (2018) | Posizione |
| Italia            | 11        |
| Classifica (2019) | Posizione |
| Italia            | 89        |